# Davidijordania lacertina
Davidijordania lacertina es una especie de pez de la familia de los Zoarcidae en el orden de los perciformes.

## Hábitat
Es un pez de mar y de aguas profundas que vive entre 40-300 m de profundidad.

## Distribución geográfica
Se encuentra al norte del Mar del Japón.

## Observaciones
Es inofensivo para los humanos. 